# Frailero

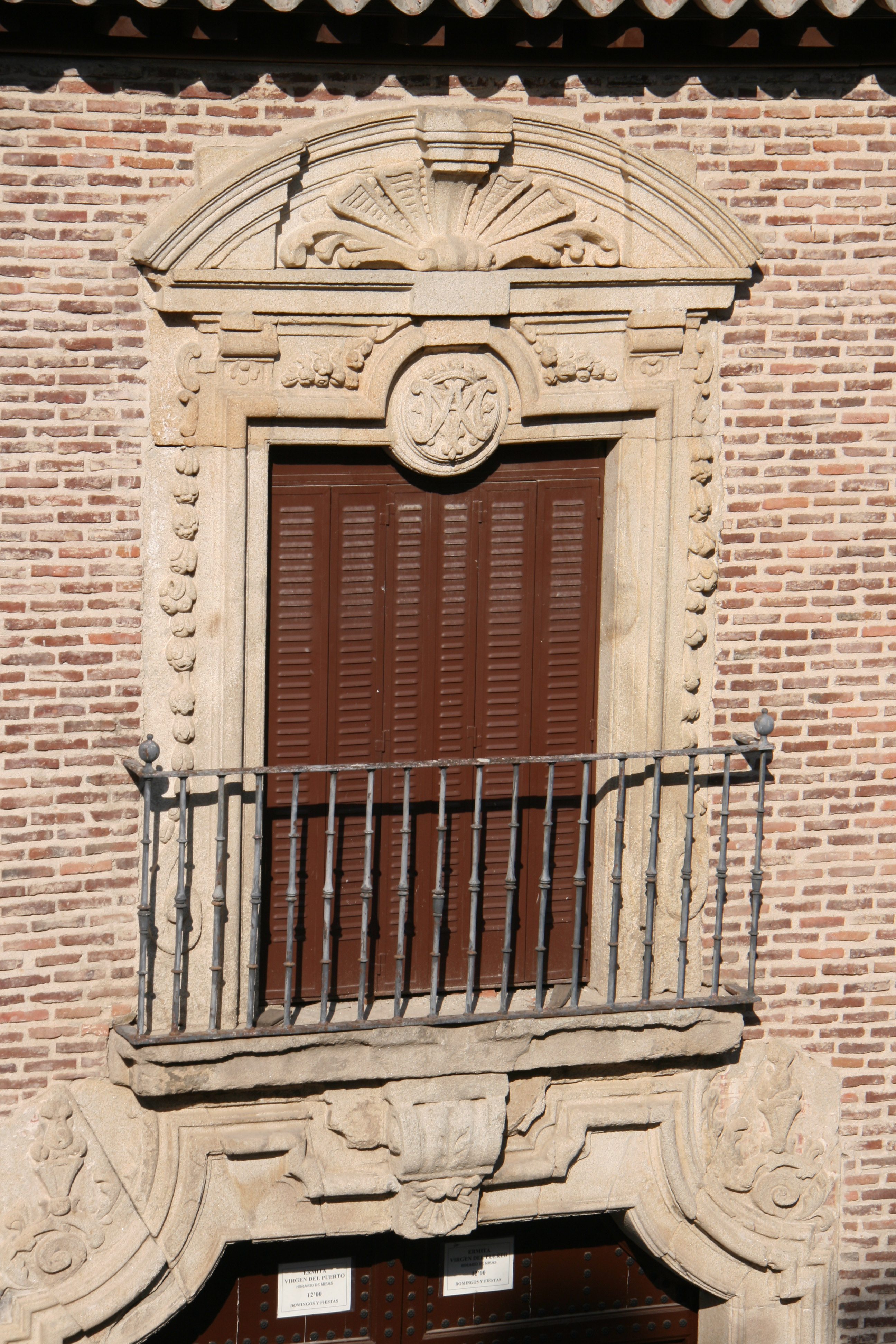
Un frailero metálico en los balcones de la madrileña ermita de la Virgen del Puerto.

Frailero o mallorquina de librillo es un tipo de contraventana cuyo postigo va colgado de la propia hoja de la ventana en vez de hacerlo de su cerco. El frailero gira a través de las propias hojas de la contraventana, funcionando así a modo de contraventanas interiores o exteriores, con un mínimo de dos ejes articulados por hoja, de ahí el nombre de "librillo". Tradicionalmente se fabricaban de madera, pero posteriormente se han empleado otros materiales, como aluminio y PVC.     
Considerados un recurso de carpintería de la arquitectura popular, sus colores a veces contrastan o armonizan con las fachadas de los edificios. 